# آنا آرئوشاتیان
آنا سنی آرئوشاتیان (ارمنی: Աննա Սենի Արևշատյան؛ زاده ۷ نوامبر ۱۹۵۱) موسیقی‌شناس اهل ارمنستان است.

## زندگی‌نامه
وی در ۷ نوامبر ۱۹۵۱ در ایروان به دنیا آمد و از کنسرواتوار دولتی کومیتاس ایروان (۱۹۷۵) فارغ‌التحصیل گشت. وی همچنین برنده جوایزی همچون چهره هنری شایسته جمهوری ارمنستان، مدال طلای وزارت فرهنگ جمهوری ارمنستان شد.

## یادداشت
1. ↑  արվեստագիտության դոկտոր